# Thailändische Marineakademie

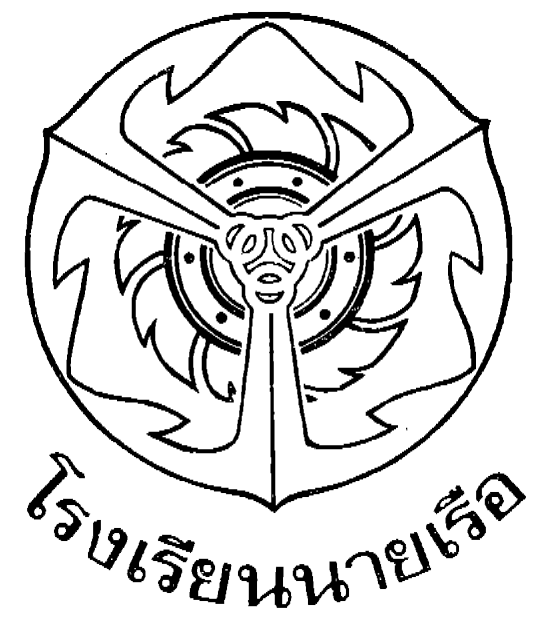
Emblem der Marineakademie

Die Königlich-Thailändische Marineakademie (thailändisch โรงเรียนนายเรือ, RTGS Rongrian Nairuea [roːŋrian naːjrɯa], englisch Royal Thai Naval Academy, RTNA) ist die Marineakademie, die die Offiziere der Königlich-Thailändischen Marine ausbildet.

## Lage
Seit 1952 befindet sich die thailändische Marineakademie in der Stadt Samut Prakan an der Mündung des Mae Nam Chao Phraya (Chao-Phraya-Fluss) in den Golf von Thailand, Tambon Paknam.

## Geschichte
Die thailändische Marineakademie wurde 1898 von König Chulalongkorn (Rama V.) gegründet und offiziell am 20. November 1906 eröffnet. Zunächst wurden die königliche Yacht Maha Chakri und einige andere Boote als Schulraum genutzt. Später zog die Akademie in den Wangdoem-Palast in Thonburi ein, wo sich heute das Hauptquartier der thailändische Marine befindet. Anschließend wurde die Akademie nach Sattahip, Provinz Chonburi verlegt, ehe sie 1952 an ihren heutigen Standort kam.

## Aufgaben
Die Akademie bietet Bachelor-Studiengänge („Undergraduate“) in Naturwissenschaften und Ingenieurwesen an. Daneben absolvieren die Studenten (Kadetten) eine reguläre Marine-Ausbildung, die nach erfolgreichem Abschluss eine Offizierslaufbahn in der Königlich-Thailändischen Marine führt.

## Studienangebot

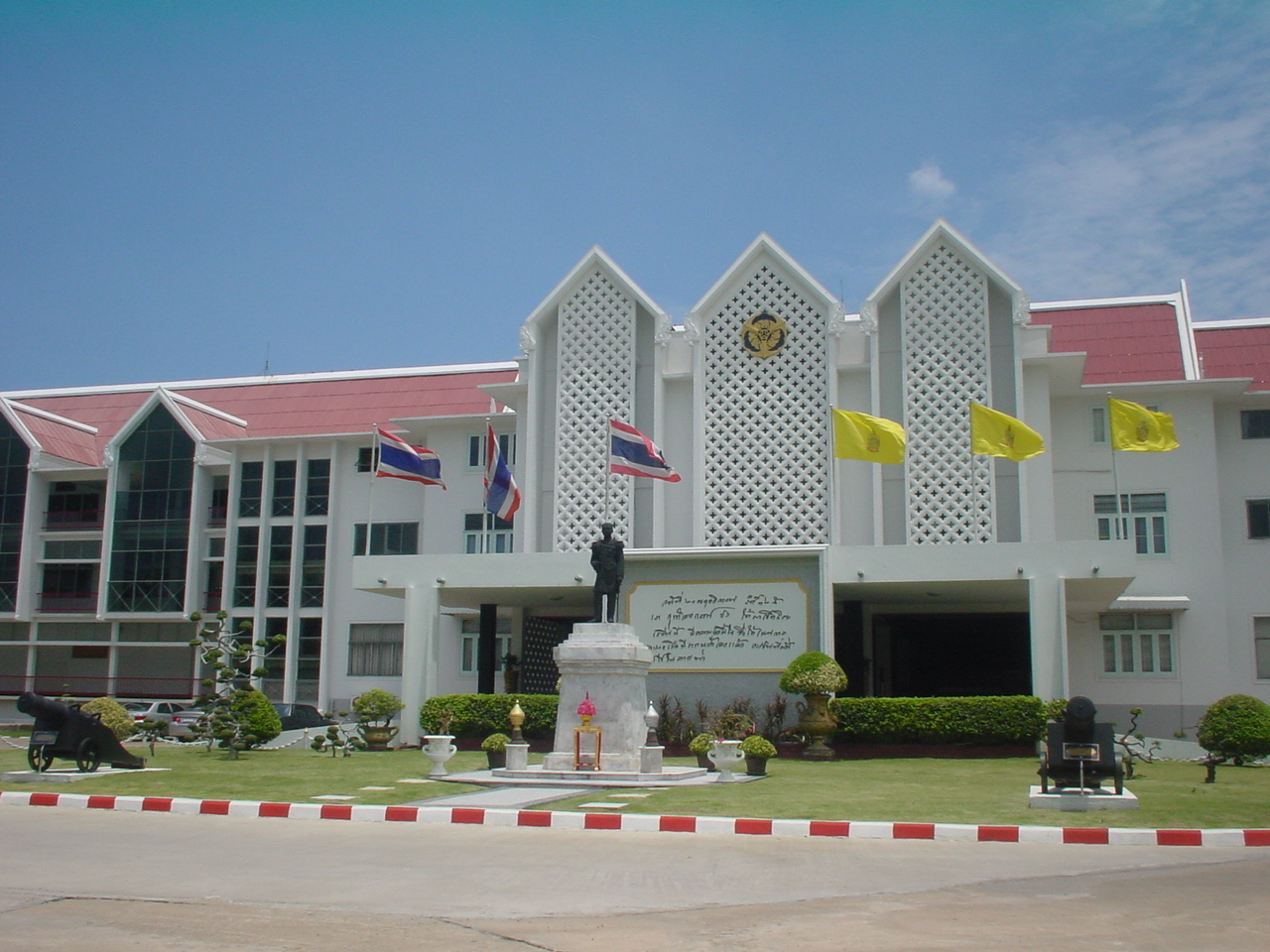
Statue von König Rama V. vor dem Akademie-Gebäude

Folgende Studiengänge können belegt werden:
- Elektroingenieurwesen
- Ingenieurwesen in der Marine
- Hydrographie
- Management-Wissenschaft

Nach erfolgreichem Abschluss werden die Kadetten als Leutnants in die thailändische Marine übernommen. Wie die Offiziere der anderen Waffengattungen erhalten sie ihren zeremoniellen Degen vom König persönlich überreicht.